# FC Ufa
FC Ufa (tiếng Nga: ФК «Уфа», tiếng Bashkir: Өфө, romanized: Öfö) là một câu lạc bộ bóng đá của Nga thành lập tại Ufa sẽ chơi ở Russian First League, hạng đấu thứ 2 của Nga từ mùa 2022-23.

## Lịch sử ra đời
Vào mùa hè năm 2010, Rustem Khamitov, Tổng thống thứ hai của Cộng hòa Bashkortostan, bắt đầu xem xét việc thành lập một câu lạc bộ bóng đá với ý định đại diện cho thành phố Ufa và cũng là nước Cộng hòa tại Giải đấu cao nhất của Nga.
Vào ngày 23 tháng 12 năm 2010, FC Ufa được thành lập để kế nhiệm FC Bashinformsvyaz-Dynamo Ufa, sau đó đội bóng này bắt đầu tham gia Russian Second League, hạng ba của hệ thống bóng đá Nga. Huấn luyện viên trưởng của đội là Andrei Kanchelskis, người được giao nhiệm vụ dẫn dắt câu lạc bộ đến Russian First League.

## Đội hình hiện tại
Tính đến 8 tháng 9 năm 2022
Ghi chú: Quốc kỳ chỉ đội tuyển quốc gia được xác định rõ trong điều lệ tư cách FIFA. Các cầu thủ có thể giữ hơn một quốc tịch ngoài FIFA.
| Số | VT | Quốc gia | Cầu thủ                                        |
| -- | -- | -------- | ---------------------------------------------- |
| 2  | HV | Nga      | Erving Botaka                                  |
| 3  | HV | Nga      | Konstantin Pliyev                              |
| 5  | HV | Nga      | Lev Ushakhin                                   |
| 6  | TV | Nga      | Ruslan Fishchenko                              |
| 7  | TV | Nga      | Andrey Nikitin (cho mượn tại Lokomotiv Moscow) |
| 8  | TV | Nga      | Danila Yemelyanov                              |
| 9  | TĐ | Colombia | Dilan Ortiz                                    |
| 10 | HV | Nga      | Ivan Temnikov                                  |
| 11 | TV | Angola   | Egas Cacintura                                 |
| 15 | HV | Ukraina  | Oleksandr Masalov                              |
| 17 | TĐ | Nga      | Danil Akhatov                                  |
| 18 | TĐ | Nga      | Daniil Yerofeyev                               |
| 19 | HV | Nga      | Oleg Dzantiyev                                 |
| 23 | TV | Nga      | Artyom Pogosov                                 |

| Số | VT | Quốc gia | Cầu thủ                                           |
| -- | -- | -------- | ------------------------------------------------- |
| 27 | HV | Nga      | Aleksandr Sandrachuk                              |
| 28 | TĐ | Nga      | Ilya Molteninov                                   |
| 30 | TV | Nga      | Aleksey Yevseyev (cho mượn từ Ural Yekaterinburg) |
| 33 | HV | Nga      | Aleksandr Sukhov                                  |
| 40 | TM | Nga      | Aleksey Chernov                                   |
| 44 | TV | Moldova  | Cătălin Carp                                      |
| 50 | TV | Nga      | Artyom Golubev                                    |
| 52 | HV | Nga      | Vadim Konyukhov (cho mượn từ CSKA Moscow)         |
| 69 | TV | Nga      | Khaydar Khalilov                                  |
| 71 | TM | Nga      | Maksim Vafiyev                                    |
| 77 | TĐ | Nga      | Roman Minayev                                     |
| 81 | TM | Nga      | Ivan Kukushkin                                    |

### Cho mượn
Ghi chú: Quốc kỳ chỉ đội tuyển quốc gia được xác định rõ trong điều lệ tư cách FIFA. Các cầu thủ có thể giữ hơn một quốc tịch ngoài FIFA.
| Số | VT | Quốc gia | Cầu thủ                           |
| -- | -- | -------- | --------------------------------- |
| —  | TV | Nga      | Nikita Belousov (tại Irtysh Omsk) |

## Ban huấn luyện
| Chức vụ           | Tên               |
| ----------------- | ----------------- |
| HLV trưởng        | Aleksei Stukalov  |
| Trợ lý HLV        | Nikolai Safronidi |
| Trợ lý HLV        | Dmitri Beznyak    |
| HLV thủ môn       | Anatoli Zarapin   |
| Chủ tịch          | Marat Magadeev    |
| Giám đốc thể thao | Ildus Biglov      |
| Giám đốc          | Shamil Gazizov    |

## Bóng đá nữ
WFC Ufa, một câu lạc bộ bóng đá nữ, chơi ở Giải hạng nhất Nga, hạng hai của Hệ thống bóng đá nữ Nga.

## Cầu thủ nổi tiếng
Các cầu thủ được in đậm đã đại diện cho quốc gia của họ khi chơi cho Ufa.
| Nga - Igor Diveyev - Daniil Fomin - Oleg Ivanov - Andrey Lunyov - Ivan Oblyakov - Dmitry Stotsky - Viktor Vasin - Anton Zabolotny Các quốc gia cộng hoà của Liên Xô - Aleksey Skvernyuk - Dzmitry Verkhawtsow - Syarhey Vyeramko - Jemal Tabidze - Cătălin Carp - Valery Kichin - Oleksandr Zinchenko | - Vagiz Galiulin - Oston Urunov Châu Âu - Moritz Bauer - Haris Handžić - Ondřej Vaněk - Olivier Thill - Nemanja Miletić - Lovro Bizjak - Bojan Jokić - Ionuț Nedelcearu Bắc Mỹ - Felicio Brown Forbes Châu Phi - Emmanuel Frimpong - Sylvester Igboun |